# Grande Prêmio da Argentina de 1955
Resultados do Grande Prêmio da Argentina de Fórmula 1 realizado em Buenos Aires à 16 de janeiro de 1955. Etapa de abertura da temporada, nela a vitória coube ao argentino Juan Manuel Fangio sua 14º vitória e passou a ter o recorde de vitória mais uma vez.
Este grande prêmio registrou um recorde,o de maior número de carros de uma mesma equipe participando de um grande prêmio,a Maserati utilizou oito carros.

## Classificação da prova
| Pos. | Nº | Piloto                                                    | Construtor | Voltas | Tempo/Diferença          | Grid | Pontos            |
| ---- | -- | --------------------------------------------------------- | ---------- | ------ | ------------------------ | ---- | ----------------- |
| 1    | 2  | Juan Manuel Fangio                                        | Mercedes   | 96     | 3:00:38.6                | 3    | 9                 |
| 2    | 12 | José Froilán González Giuseppe Farina Maurice Trintignant | Ferrari    | 96     | + 1:29.6                 | 1    | 2                 |
| 3    | 10 | Giuseppe Farina Maurice Trintignant Umberto Maglioli      | Ferrari    | 94     | + 2 voltas               | 5    | 1 1⁄3 1 1⁄3 1 1⁄3 |
| 4    | 8  | Hans Herrmann Karl Kling Stirling Moss                    | Mercedes   | 94     | + 2 voltas               | 10   | 1                 |
| 5    | 18 | Roberto Mieres                                            | Maserati   | 91     | + 5 voltas               | 16   | 2                 |
| 6    | 28 | Harry Schell Jean Behra                                   | Maserati   | 88     | + 8 voltas               | 7    |                   |
| 7    | 22 | Luigi Musso Sergio Mantovani Harry Schell                 | Maserati   | 83     | + 13 voltas              | 18   |                   |
| Ret  | 20 | Sergio Mantovani Jean Behra Luigi Musso                   | Maserati   | 54     | Motor                    | 19   |                   |
| Ret  | 26 | Clemar Bucci Harry Schell Carlos Menditeguy               | Maserati   | 54     | Pressão do combustível   | 20   |                   |
| Ret  | 42 | Jesús Iglesias                                            | Gordini    | 38     | Transmissão              | 17   |                   |
| Ret  | 14 | Maurice Trintignant                                       | Ferrari    | 36     | Motor                    | 14   |                   |
| Ret  | 36 | Eugenio Castellotti Luigi Villoresi                       | Lancia     | 35     | Acidente                 | 12   |                   |
| Ret  | 6  | Stirling Moss                                             | Mercedes   | 29     | Sistema de combustível   | 8    |                   |
| Ret  | 30 | Alberto Uria                                              | Maserati   | 22     | Pane seca                | 21   |                   |
| Ret  | 32 | Alberto Ascari                                            | Lancia     | 21     | Acidente                 | 2    |                   |
| Ret  | 38 | Élie Bayol                                                | Gordini    | 7      | Transmissão              | 15   |                   |
| Ret  | 16 | Jean Behra                                                | Maserati   | 2      | Acidente                 | 4    |                   |
| Ret  | 4  | Karl Kling                                                | Mercedes   | 2      | Acidente                 | 6    |                   |
| Ret  | 34 | Luigi Villoresi                                           | Lancia     | 2      | Vazamento de combustível | 11   |                   |
| Ret  | 40 | Pablo Birger                                              | Gordini    | 1      | Acidente                 | 9    |                   |
| Ret  | 24 | Carlos Menditeguy                                         | Maserati   | 1      | Acidente                 | 13   |                   |

## Tabela do campeonato após a corrida
Classificação do mundial de pilotos
| Pos. | Piloto                | Pontos |
| ---- | --------------------- | ------ |
| 1    | Juan Manuel Fangio    | 9      |
| 2=   | Maurice Trintignant   | 3 1⁄3  |
| 2=   | Giuseppe Farina       | 3 1⁄3  |
| 4    | José Froilán González | 2      |
| 5    | Roberto Mieres        | 2      |

- Nota: Somente as primeiras cinco posições estão listadas. Apenas os cinco melhores resultados dentre os pilotos eram computados visando o título.